# Фань Е
Фань Е (кит. трад. 范曄, упр. 范晔, пиньинь Fàn Yè; 398—445) — китайский историк, составитель хроники Хоу Ханьшу («История династии Поздняя Хань») — продолжение исторической хроники Ханьшу, охватывающее период с 25 по 200 гг. н. э. Вместе с Ханьшу, Ши цзи и Саньгочжи входит в состав исторического канона «Эршисы ши». Жил в царстве Восточная Цзинь, а после его падения — в возникшем вместо него Лю Сун.